# I'm Your Man (chanson de Wham!)
Pour les articles homonymes, voir I'm Your Man.
Singles de Wham!
Last Christmas
(1984) The Edge of Heaven
(1986)
I'm Your Man est une chanson du duo de pop britannique Wham!, sortie en single en septembre 1985.

## Histoire
Écrite et composée par George Michael, I'm Your Man atteint la 1re place du palmarès musical anglais et la 3e place du Billboard Hot 100. Une version longue de 6 minutes figure sur l'album Music from the Edge of Heaven, sorti en 1986 en Amérique du Nord, tandis qu'une autre version longue de 6 minutes 50, appelée « Extended Stimulation », figure sur l'album The Final, également sorti en 1986.
Le clip de I'm Your Man est réalisé par Andy Morahan. Tourné en noir et blanc, il montre Wham! interprétant la chanson sur la scène du Marquee Club de Londres.
I'm Your Man est remixé en 1996, dans un style plus funk. Cette version, intitulée I'm Your Man '96, figure en face B du single Fastlove de George Michael ainsi que dans la compilation de Wham! The Best of Wham!: If You Were There…, sortie en 1997.

## Titres

### 7": Epic / A 6716 (UK)
1. I'm Your Man (4:05)
2. Do It Right (4:05)

### 12": Epic / TA 6716 (UK)
1. I'm Your Man [Extended Stimulation] (6:53)
2. Do It Right" (4:05)
3. I'm Your Man (a cappella) (4:17)

## Reprises
- En 1995, la chanteuse anglaise Lisa Moorish reprend I'm Your Man avec la participation de George Michael aux chœurs. Sa version se classe no 24 au Royaume-Uni.
- En 2003, l'acteur Shane Richie (en), célèbre pour sa participation au soap opera EastEnders, enregistre une reprise de I'm Your Man pour l'association caritative Children in Need. Le single se classe no 2 au Royaume-Uni.